# 紫霞堂
新竹紫霞堂（Zi Xia Tang），為台灣新竹齋教先天派乾元堂系之佛堂，清咸豐11（1861）年建立，主祀觀世音菩薩，由葉瑞蓮（葉遂）擔任首任堂主，奉行先天派儀軌至今。

## 歷史
- 清咸豐十一（1861）年，齋教先天派信徒葉遂（法號：瑞蓮），於其夫鄭家（今新竹市福民里水田街）建立先天派佛堂，主祀觀世音菩薩，配祀伽藍尊者。[2]。
- 昭和十五（1940）年，紫霞堂之土地被日本政府徵收，被迫遷至位於寶山路之現址，該址原為葉瑞蓮之女弟子蔡滿（法號：滿蓮）主持之妙智庵。
- 民國四十七（1985）年，葉瑞蓮之養女鄭卻（法號：蘂珠，1910-1997）升座為第二代堂主，改妙智庵為紫霞堂。鄭卻除主持先天派之宗教事務外，熱中詩詞創作，並與同為先天派之女詩人蔡旨禪往來頻繁。
- 民國五十九（1970）年，鄭卻於紫霞堂承辦北部七縣市詩人聯吟大會。
- 民國七十（1981）年，紫霞堂因殿宇老舊重建。
- 民國八十六（1997）年，第二代堂主鄭卻圓寂；鄭埱精升座為第三代堂主至今。鄭埱精曾受學術單位與電視台邀請，從先天派齋堂女修行者角度出發探討台灣女性地位等議題。[3]。

## 歷代住持
- 開山：葉遂（法號：瑞蓮），1861年升座。
- 第二代：鄭卻（法號：蘂珠），1939年升座。
- 第三代：鄭埱精，1997年升座。

## 資料來源
1. ↑  南瀛佛教月刊.1935.pp.46.
2. ↑  林美容.2008.台灣的齋堂與巖仔_民間佛教的視角.台北.pp.22.
3. ↑  .   [2016-07-21]. （原始内容存档于2017-09-10）.